# Мапелло
Мапелло (італ. Mapello) — муніципалітет в Італії, у регіоні Ломбардія,  провінція Бергамо.
Мапелло розташоване на відстані близько 490 км на північний захід від Рима, 39 км на північний схід від Мілана, 10 км на захід від Бергамо.
Населення — 6780 осіб (2014).

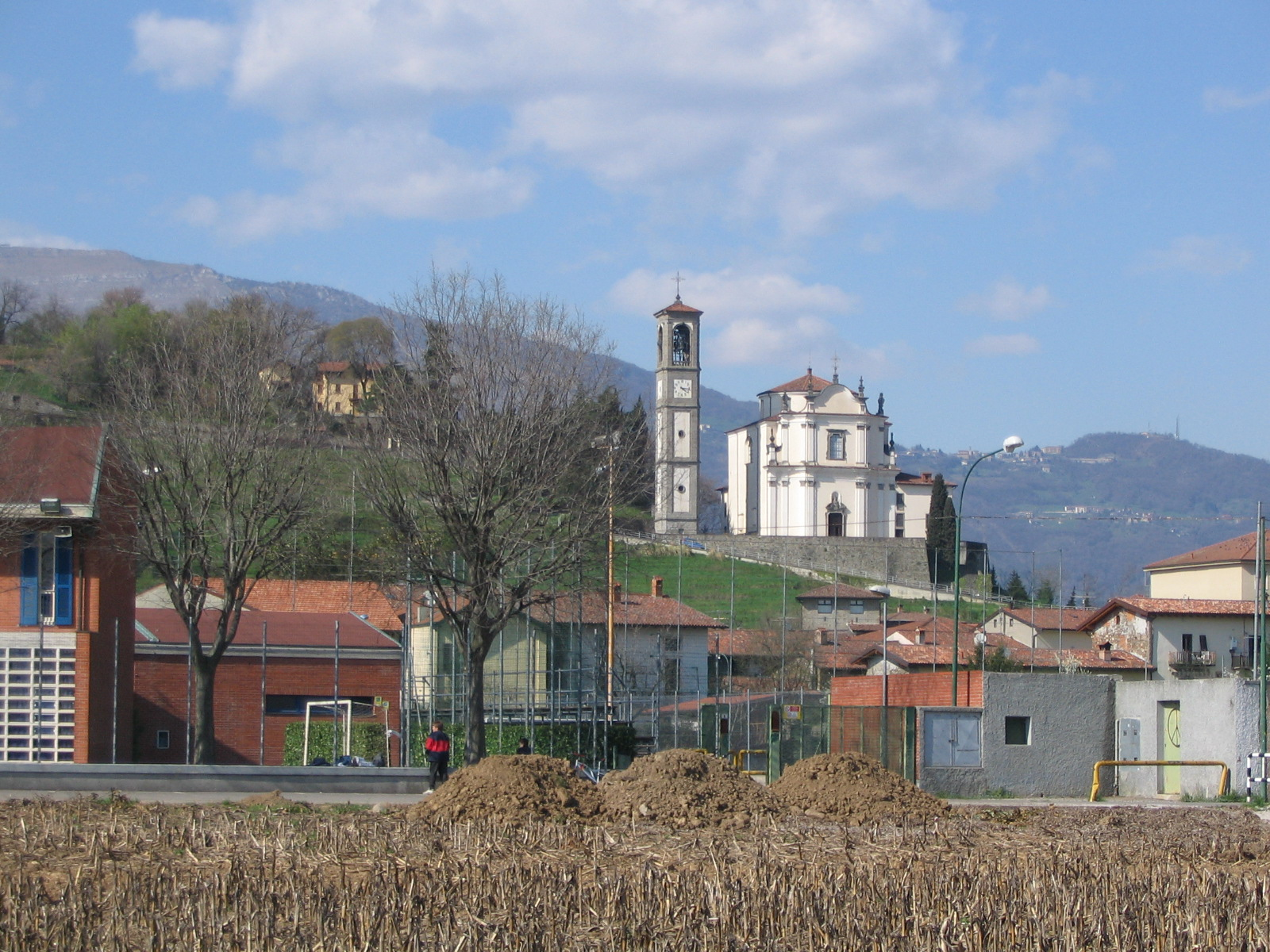

Щорічний фестиваль відбувається 29 вересня. Покровитель — святий Михайло.

## Демографія
Населення за роками:

Станом на 31 грудня 2014 року в муніципалітеті офіційно проживали 534 іноземці з 44 країн, серед них 61 громадянин країн Євросоюзу та 6 громадян України.

## Сусідні муніципалітети
- Амбівере
- Барцана
- Бонате-Сопра
- Брембате-ді-Сопра
- Палаццаго
- Понте-Сан-П'єтро
- Презеццо
- Сотто-іль-Монте-Джованні-XXIII
- Терно-д'Ізола